# 海星岛
海星岛是钓鱼岛及其附属岛屿中的一个小岛，位于黄尾屿东，坐标为25°55.6′N 123°41.3′E。。
海星岛是紧邻黄尾屿的各个卫星小岛中最大的一个，该岛形状奇特，包含多个微小半岛，其面积较飞屿大。中华人民共和国公布的钓鱼岛海区的领海基线，其中一个基点就在海星岛。

## 外部連結
- 中華民國內政部釣魚臺列嶼簡介（繁體中文）
- （日語）